# ウラディーミル・アシュケナージ
ウラディーミル・ダヴィドヴィチ・アシュケナージ（ロシア語: Влади́мир Дави́дович Ашкена́зи、ラテン文字転写例: Vladimir Davidovich Ashkenazy、1937年7月6日 - ）は、ソヴィエト連邦出身のピアニスト、指揮者。
ヘブライ語の姓「アシュケナージ」が示す通り、父方はユダヤ系であるが、母は非ユダヤ系のロシア人である。妻の故国であるアイスランドの国籍を取得し、スイスに在住している。マウリツィオ・ポリーニ、マルタ・アルゲリッチ等と並んで、20世紀後半を代表するピアニストの一人である。

## 来歴
1937年にソヴィエト連邦のゴーリキー（現在のニジニ・ノヴゴロド）の音楽家の家庭に生まれた。父親はソ連軽音楽界で活躍したダヴィッド・アシュケナージ。6歳でピアノを始め、2年後にはモスクワでデビュー演奏会を開いた。9歳の時にモスクワ音楽院附属中央音楽学校に入学し、アナイダ･スンバティアンに師事した。
1955年にはワルシャワで開催されたショパン国際ピアノコンクールに出場し、2位に輝いた（優勝はアダム・ハラシェヴィチ）。この時にアシュケナージが優勝を逃したことに納得できなかったアルトゥーロ・ベネデッティ・ミケランジェリが審査員を降板する騒動を起こしたことはよく知られている。
同じ年にモスクワ音楽院に入学、レフ・オボーリンやボリス・ゼムリャンスキーに師事した。翌1956年にはエリザベート王妃国際音楽コンクールに出場して優勝を果たし、これを機にヨーロッパ各国や北米を演奏旅行してセンセーショナルな成功を収めた。EMIやメロディアからレコードも発売され、音楽院在学中から国際的な名声を確立した。
1960年にモスクワ音楽院を卒業、翌年にはモスクワ音楽院に留学していたアイスランド出身のピアニストの女性と結婚した。1962年にはチャイコフスキー国際コンクールに出場しジョン・オグドンと優勝を分け合った。
1963年にソヴィエト連邦を出国しロンドンへ移住、以後ソ連のあらゆる公式記録からその名を抹消された。1968年には妻の故国アイスランドのレイキャヴィークに居を移し、1972年にはアイスランド国籍を取得した。
1970年頃からは指揮活動にも取り組み始め、1974年には指揮者として初の録音を行った。指揮活動の初期に共演したオーケストラにはロンドン交響楽団、フィルハーモニア管弦楽団、ロイヤル・コンセルトヘボウ管弦楽団、クリーヴランド管弦楽団などがある。
1987年にはロイヤル・フィルハーモニー管弦楽団の音楽監督に就任し、1994年までその座にあった。1989年11月にはロイヤル・フィルを引き連れて改革の進むソヴィエト連邦に26年振りの帰郷を果たし、モスクワ音楽院大ホールでコンサートを行った。そのほかベルリン・ドイツ交響楽団、チェコ・フィルハーモニー管弦楽団、NHK交響楽団、シドニー交響楽団、EUユース管弦楽団の音楽監督、首席指揮者のポストを歴任した。
2010年、洗足学園音楽大学の名誉客員教授に就任し、後進の指導にあたった。
2020年1月17日、所属マネジメント事務所を通して、演奏活動からの引退を発表した。

## 音楽

### ピアニストとして
身長168センチと小柄な体格だが、演奏至難なパッセージも楽々と奏出してしまう卓越したテクニックの持ち主である。その洗練された音色と端正で中庸を得た解釈は彼の音楽を万人に親しみやすいものにしている。レパートリーは極めて広汎にわたり、クラシック音楽のスタンダードなピアノ曲の大部分を網羅しているといって過言でない。録音も膨大な量に上り、そのいずれもが高い水準を誇っている。こうしたことからアシュケナージは20世紀後半の最も重要で傑出したピアニストの一人として注目されている。
ショパン・コンクールをきっかけに国際的な名声を確立した経緯もあってショパン作品には精力的に取り組んでおり、その評価も高い。音楽評論家の柴田龍一は彼の膨大なキャリアの中から特に重要な録音の一つとしてショパンの練習曲全集を挙げ、「このピアニストのテクニックの素晴らしさを最高度に浮き彫りにした演奏といえるが、ここに示された彼のテクニックは、凄みや冴えで聴き手を圧倒するものではない。彼は、この難曲を少しのごまかしもなく余裕をもって奏出し、そのスムーズな語り口や美しい仕上りによって、聴き手にエチュード集の各曲に秘められた音楽的魅力を満喫させてくれている」と評している。
ラフマニノフ作品に献身的ともいえる姿勢で取り組んでいることも特筆すべきであり、協奏曲全曲とピアノ独奏曲のほとんどをレパートリーとしている。特にピアノ協奏曲第3番はピアニストとして4度録音している（2種類のカデンツァを弾き分けていることも注目される）他、指揮者としても振ったこともある。アンドレ・プレヴィンとの共演による2台のピアノのための作品の録音や、ソプラノのエリーザベト・ゼーダーシュトレームとの共演による歌曲全集の録音も貴重な存在である。
室内楽にも積極的に取り組み、特にヴァイオリニストのイツァーク・パールマンやチェリストのリン・ハレルと数多く共演している。

### 指揮者として
チャイコフスキーやラフマニノフ、プロコフィエフ、ショスタコーヴィチなどのロシアもののほか、ベートーヴェンやシベリウス、リヒャルト・シュトラウスなどの作品を主要なレパートリーとしている。モーツァルト及びベートーヴェンのピアノ協奏曲は弾き振りで全集を録音している。
指揮活動においてもラフマニノフ作品は重要な位置を占めており、彼の指揮者としての存在を世界に認知させたのは1980年代初頭にコンセルトヘボウ管と共演したラフマニノフの交響曲、管弦楽曲の録音だった。このうち合唱交響曲「鐘」は後にチェコ・フィル及びプラハ・フィルハーモニー合唱団との共演で再録音し、交響曲と交響詩『死の島』、交響的舞曲も2007年にシドニー交響楽団と再録音を果たしている。協奏曲は指揮者としてもジャン＝イヴ・ティボーデやエレーヌ・グリモーなどとの共演で演奏している。現在ラフマニノフ協会の会長の任にあり、世界各地で「ラフマニノフ・プロジェクト」と銘打った企画を開催するなど（東京では2002年暮れに開催）、ラフマニノフ作品の普及、紹介に努めている。

### 編曲
アシュケナージはムソルグスキーの組曲「展覧会の絵」への思い入れが強く、原典版（ピアノ）の演奏ばかりでなく自身で管弦楽に編曲しており、フィルハーモニア管を指揮して1982年に録音している（London/ポリドール）。翌1983年にはスウェーデン放送響を指揮してレオ・フンテク編曲の管弦楽版を録画し、自身のピアノ原典版演奏とあわせてレーザーディスクにしている（Teldec）。このレーザーディスクにはリハーサル風景を織り交ぜての曲解説も収録されている。

### エピソード
「より速く、より強く」が奨励された1950年代、アシュケナージもエリザベート国際音楽コンクール1956で速弾き記録を残している。リストのピアノ協奏曲第1番の演奏時間はわずか16分8秒 である。CD収録されたライナーには16分22秒とあるが、これは拍手が入っての時間である。最速記録ではないものの、チャイコフスキー国際音楽コンクールの際本選で演奏したチャイコフスキーのピアノ協奏曲第1番も、総じてテンポは速い。

## 人物

### 家族・交友関係
妻との間に4子があり、長男ヴォフカはピアニストとして、次男ディミトリはクラリネット奏者として活動している。ヴォフカとはショパンやシューマン、ラフマニノフ、バルトークの室内楽作品で共演している。ディミトリとはリヒャルト・シュトラウスやストラヴィンスキーの協奏風の作品で指揮者として共演しているほか、2007年には2人の共演でシューマン、ベルク、ルトスワフスキなどのピアノとクラリネットのための作品を収録したアルバム「クラリティ」をリリースした。ラフマニノフの六手のピアノのための作品の録音ではヴォフカとともに妻との家族3人による連弾を披露している。2009年には長男ヴォフカとの初共演アルバムであるラヴェルとドビュッシーの2台のピアノのための作品集をリリースした。
妹のエレーナもロシア音楽コンクールやサンクトペテルブルク室内楽コンクールで第1位を獲得した経験のあるピアニストであった。夫のヴァイオリニスト、グリゴリー・フェイギンとともに武蔵野音楽大学の客員教授を務めた。
彼が居住するルツェルン湖畔の自宅はラフマニノフがロシア革命後にヨーロッパでの活動の拠点としていたセナールと呼ばれる別荘の近くにある。作曲家の孫とは古くから親しい間柄で、現在は隣人同士としてのつき合いがある。

### 日本との関わり
初来日は1965年のことで、以後は頻繁に日本を訪れている。2000年10月に初めてNHK交響楽団の定期公演の指揮台に立ち、2004年から2007年までは音楽監督を務めた。退任後は桂冠指揮者に任じられている。
就任を記念して放送されたNHKの特集番組では、ルツェルン湖畔の自宅に和室がしつらえてあり、様々な日本の文物が飾られている様子が紹介された。
NHK大河ドラマでは、2005年の『義経』と翌2006年の『功名が辻』のサウンドトラックで指揮を担当した。
2007年公開の日本のアニメ映画『ピアノの森』にはピアノ演奏・ミュージックアドバイザーで参加した。

## 書籍
- Vladimir Ashkenazy, Jasper Parrott: Beyond Frontiers, New York, Atheneum, 1985. ISBN 978-0689115059